# 大赤坑桥
大赤坑桥，位于浙江省丽水市景宁畲族自治县大均乡大赤坑村，为单孔木拱廊桥，景宁廊桥之一。2013年作为处州廊桥的单体之一，列入全国重点文物保护单位。

## 历史
大赤坑桥始建于清嘉庆十五年（1810年），1923年重建。桥梁全长36.4米，宽5米，拱跨30米，拱高6米。